# Petrus Boumal
Petrus Boumal (Yaoundé, 20 aprile 1993) è un calciatore camerunese, centrocampista dell'Al-Uruba.

## Carriera

### Club
Ha esordito in Ligue 1 con il Sochaux nella stagione 2009-2010 nella partita contro Raon-l'Etape. Un anno dopo è stato chiamato in prima squadra e dopo alcune partite in panchina ha esordito in Ligue 1 nello 0-0 in trasferta contro il Dijon il 3 dicembre 2011.

### Nazionale
Ha giocato nella nazionale camerunese Under-20.
Nel 2017 ha giocato 3 partite con la maglia della nazionale maggiore camerunese.

## Palmarès

### Club

#### Competizioni nazionali
- Kubok FNL: 1

Ural: 2018